# Guido Vedovato
Guido Vedovato (Vicenza, 1961. június 30. –) olasz naiv festőművész és szobrász.

## Életpályája
Guido Vedovato napjaink egyik legismertebb naiv festőművésze és szobrásza. 1961-ben született az észak-olaszországi Vicenzában, jelenleg Quinto Vicentinóban él és alkot. Közgazdásznak tanult, nem részesült művészeti képzésben. Jelentős hatást gyakorolt rá a jugoszláv naiv művészet, ennek hatására kezdett festeni az 1970-es évek végén. Kialakította saját technikáját, megszülettek az egyedi motívumai, témái. Az alkotás kezdetben a hobbija volt, mely egyre inkább hivatásává vált.
Festményei mindig apró történeteket mesélnek el, segítségükkel az Olasz Alpok falvainak mindennapjaiba leshetünk be, ahol a helybéliek élik megszokott, archaikus életüket, az éj leszálltával pedig titokzatos állatok bújnak elő, s csendes méltósággal uralják a vidéket. Sokan ez utóbbi, szürreálisba hajló képeiért rajonganak, ám Vedovato - saját bevallása szerint - jobban szeret embereket festeni. Ezekből a figurákból a „hegyi emberek” arcai tekintenek vissza, melyeken a barázdákat a kemény munkával töltött élet vájta. Az egyiptomi művészet látásmódját idéző, teret kiforgató festményeket gyermeki báj hatja át. Művészetét a különös és fantasztikus atmoszféra okán Dominique Peyronnet alkotásaival szokták rokonítani. 1986-ban nyílt első kiállítása, mára pedig művei számos európai és amerikai múzeumban megtalálhatóak.

## Művei gyűjteményekben
- Naiv Művészet Múzeuma - Jagodina (Szerbia),
- Museo Nazionale della Arti Naives „Cesare Zavattini” – Luzzara (Olaszország),
- Musée International d’Art Naive – Bages (Franciaország),
- Naiv Művészet Szlovén Nemzeti Múzeuma - Trebnje (Szlovénia),
- Museo Internacional de Arte Naif Manuel Moral – Jaén (Spanyolország),
- MAN – Musée d’Art Naif - Béraut (Franciaország),
- Vihorlatské Osvetové Stredisko - Homonna (Szlovákia),
- Musée d’Art Naive International Yvon M. Daigle, Québec (Kanada),
- MIDAN – Musée International d’Art Naive- Vicq  (Franciaország),
- Museo Civico „Umberto Nobile” e d’Arte Naive – Lauro (Olaszország),
- Musée d'Art Spontané, Brüsszel (Belgium),
- Naiv Művészet Állami Múzeuma – Moszkva (Oroszország),
- Magyar Naiv Művészek Múzeuma - Kecskemét (Magyarország),
- Szombathelyi Képtár - Szombathely (Magyarország),
- Evere önkormányzatának művészeti gyűjteménye - Brüsszel (Belgium).

## Kiállításai
- 2015 - Balatoni Múzeum, Keszthely, Magyarország (egyéni)
- 2014 - Országos Idegennyelvű Könyvtár, Budapest, Magyarország (egyéni)
- 2013 - Szombathelyi Képtár, Szombathely, Magyarország (egyéni)
- 2013 - Civil Közösségek Háza - Gebauer Galéria, Pécs, Magyarország (egyéni)
- 2012 - Musée d'Art Spontané, Brüsszel, Belgium (egyéni)
- 2012 - Naiv és marginális művészek 16. találkozója, Naiv Művészet Múzeuma, Jagodina, Szerbia
- 2012 - Magyar Naiv Művészek Múzeuma, Kecskemét, Magyarország (egyéni)
- 2012 - Újpest Galéria, Budapest, Magyarország (egyéni)
- 2008 - Olasz Kultúrintézet, Kneza Milosa, Szerbia
- 2008 - Eboli Galéria, Madrid, Spanyolország
- 2008 - A négy évszak: olasz naiv művészek, "GINA Gallery of International Naïve Art", Tel-Aviv, Izrael
- 2007 - Naiv Művészet Állami Múzeuma, Moszkva, Oroszország
- 2007 - "Rassegna Internazionale Naif Mandria", Chivasso, Olaszország
- 2007 - Nagymihály, Szlovákia (egyéni)
- 2007 - Bártfa, Szlovákia (egyéni)
- 2007 - Piwnice Galéria, Przemyśl, Lengyelország (egyéni)
- 2006 - Felsővízköz, Szlovákia (egyéni)
- 2006 - Vihorlatske Muzeum, Homonna, Szlovákia (egyéni)
- 2006 - Naiv művészek nemzetközi találkozója, Verneuil su Avre, Franciaország
- 2006 - Premio Nazionale Naif Cesare Zavattini, Luzzara, Olaszország
- 2005 - Naiv művészek nemzetközi találkozója, Trebnje, Szlovénia
- 2004 - "Premio Nazionale Naif Cesare Zavattini", Luzzara, Olaszország
- 2003 - "Premio Internazionale Naif Varenna", Varenna, Olaszország
- 2003 - Gaianigo Galéria, Sovizzo, Olaszország (egyéni)
- 2001 - Villa Thiene, Quinto Vicentino , Olaszország (egyéni)
- 2000 - Naïve Art Exhibition Bagnolo San Vito, Olaszország (egyéni)
- 1995 - Naïve Art Exhibition Bagnolo San Vito, Olaszország (egyéni)
- 1992 - Naïve Art Exhibition Bagnolo San Vito, Olaszország (egyéni)